# Puchar Świata w saneczkarstwie 2007/2008
Sezon 2007/2008 Pucharu Świata w saneczkarstwie rozpoczął się 16 listopada 2007 w amerykańskim Lake Placid. Ostatnie zawody z tego cyklu zaplanowano na 17 lutego 2008 we łotewskiej Siguldzie. W porównaniu do poprzedniego sezonu nie odbyły się konkursy we Włoszech oraz Japonii.
Puchar Świata rozegrany został w 7 miastach, 5 krajach, na 2 kontynentach. Najwięcej konkursów odbyło się w Niemczech: Winterberg, Königssee, Altenberg.

## Puchar Świata w saneczkarstwie kobiet
| Lp.                  | Data                 | Miejscowość          | Tor                                                            | 1 miejsce                                                      | 2 miejsce                                                      | 3 miejsce                                                      |
| -------------------- | -------------------- | -------------------- | -------------------------------------------------------------- | -------------------------------------------------------------- | -------------------------------------------------------------- | -------------------------------------------------------------- |
| 1.                   | 16 listopada 2007    | Lake Placid          | Saneczkowy tor w Lake Placid                                   | Sylke Kraushaar-Pielach                                        | Natalie Geisenberger                                           | Anke Wischnewski                                               |
| 2.                   | 23 listopada 2007    | Calgary              | Saneczkowy tor w Calgary                                       | Tatjana Hüfner                                                 | Sylke Kraushaar-Pielach                                        | Natalie Geisenberger                                           |
| 3.                   | 8 grudnia 2007       | Winterberg           | Saneczkowy tor w Winterbergu                                   | Tatjana Hüfner                                                 | Anke Wischnewski                                               | Sylke Kraushaar-Pielach                                        |
| 4.                   | 15 grudnia 2007      | Innsbruck            | Saneczkowy tor w Innsbrucku                                    | Tatjana Hüfner                                                 | Sylke Kraushaar-Pielach                                        | Natalie Geisenberger                                           |
| 5.                   | 5 stycznia 2008      | Königssee            | Saneczkowy tor w Königssee                                     | Tatjana Hüfner                                                 | Natalie Geisenberger                                           | Sylke Kraushaar-Pielach                                        |
| ME                   |                      | Cesana               | 12 - 13 stycznia 2008 Mistrzostwa Europy w Saneczkarstwie 2008 | 12 - 13 stycznia 2008 Mistrzostwa Europy w Saneczkarstwie 2008 | 12 - 13 stycznia 2008 Mistrzostwa Europy w Saneczkarstwie 2008 | 12 - 13 stycznia 2008 Mistrzostwa Europy w Saneczkarstwie 2008 |
| MŚ                   |                      | Oberhof              | 25 - 27 stycznia 2008 Mistrzostwa Świata w Saneczkarstwie 2008 | 25 - 27 stycznia 2008 Mistrzostwa Świata w Saneczkarstwie 2008 | 25 - 27 stycznia 2008 Mistrzostwa Świata w Saneczkarstwie 2008 | 25 - 27 stycznia 2008 Mistrzostwa Świata w Saneczkarstwie 2008 |
| 6.                   | 2 lutego 2008        | Altenberg            | Saneczkowy tor w Altenbergu                                    | Tatjana Hüfner                                                 | Sylke Kraushaar-Pielach                                        | Natalie Geisenberger                                           |
| 7.                   | 15 lutego 2008       | Sigulda              | Saneczkowy tor w Siguldzie                                     | Tatjana Hüfner                                                 | Sylke Kraushaar-Pielach                                        | Maija Tīruma                                                   |
| 8.                   | 17 lutego 2008       | Sigulda              | Saneczkowy tor w Siguldzie                                     | Tatjana Hüfner                                                 | Anna Orlova                                                    | Sylke Kraushaar-Pielach                                        |
| Klasyfikacja końcowa | Klasyfikacja końcowa | Klasyfikacja końcowa | Klasyfikacja końcowa                                           | Tatjana Hüfner                                                 | Sylke Kraushaar-Pielach                                        | Natalie Geisenberger                                           |

### Klasyfikacja końcowa
| lp. | zawodniczka             | kraj              | punkty |
| --- | ----------------------- | ----------------- | ------ |
| 1.  | Tatjana Hüfner          | Niemcy            | 736    |
| 2.  | Sylke Kraushaar-Pielach | Niemcy            | 650    |
| 3.  | Natalie Geisenberger    | Niemcy            | 518    |
| 4.  | Anke Wischnewski        | Niemcy            | 478    |
| 5.  | Nina Reithmayer         | Austria           | 382    |
| 6.  | Natalja Jakuszenko      | Ukraina           | 380    |
| 7.  | Erin Hamlin             | Stany Zjednoczone | 347    |
| 8.  | Maija Tīruma            | Łotwa             | 319    |
| 9.  | Veronika Halder         | Austria           | 296    |
| 9.  | Anna Orlova             | Łotwa             | 296    |

## Puchar Świata w saneczkarstwie mężczyzn
| Lp.                  | Data                 | Miejscowość          | Tor                                                            | 1 miejsce                                                      | 2 miejsce                                                      | 3 miejsce                                                      |
| -------------------- | -------------------- | -------------------- | -------------------------------------------------------------- | -------------------------------------------------------------- | -------------------------------------------------------------- | -------------------------------------------------------------- |
| 1.                   | 17 listopada 2007    | Lake Placid          | Saneczkowy tor w Lake Placid                                   | Armin Zöggeler                                                 | David Möller                                                   | Jan Eichhorn                                                   |
| 2.                   | 25 listopada 2007    | Calgary              | Saneczkowy tor w Calgary                                       | David Möller                                                   | Jan Eichhorn                                                   | Armin Zöggeler                                                 |
| 3.                   | 9 grudnia 2007       | Winterberg           | Saneczkowy tor w Winterbergu                                   | David Möller                                                   | Armin Zöggeler                                                 | Stefan Höhener                                                 |
| 4.                   | 16 grudnia 2007      | Innsbruck            | Saneczkowy tor w Innsbrucku                                    | Armin Zöggeler                                                 | David Möller                                                   | Daniel Pfister                                                 |
| 5.                   | 6 stycznia 2008      | Königssee            | Saneczkowy tor w Königssee                                     | Albert Diemczenko                                              | Armin Zöggeler                                                 | David Möller                                                   |
| ME                   |                      | Cesana               | 12 - 13 stycznia 2008 Mistrzostwa Europy w Saneczkarstwie 2008 | 12 - 13 stycznia 2008 Mistrzostwa Europy w Saneczkarstwie 2008 | 12 - 13 stycznia 2008 Mistrzostwa Europy w Saneczkarstwie 2008 | 12 - 13 stycznia 2008 Mistrzostwa Europy w Saneczkarstwie 2008 |
| MŚ                   |                      | Oberhof              | 25 - 27 stycznia 2008 Mistrzostwa Świata w Saneczkarstwie 2008 | 25 - 27 stycznia 2008 Mistrzostwa Świata w Saneczkarstwie 2008 | 25 - 27 stycznia 2008 Mistrzostwa Świata w Saneczkarstwie 2008 | 25 - 27 stycznia 2008 Mistrzostwa Świata w Saneczkarstwie 2008 |
| 6.                   | 2 lutego 2008        | Altenberg            | Saneczkowy tor w Altenbergu                                    | Armin Zöggeler                                                 | David Möller                                                   | Albert Diemczenko                                              |
| 7.                   | 15 lutego 2008       | Sigulda              | Saneczkowy tor w Siguldzie                                     | Armin Zöggeler                                                 | Albert Diemczenko                                              | Daniel Pfister                                                 |
| 8.                   | 17 lutego 2008       | Sigulda              | Saneczkowy tor w Siguldzie                                     | Albert Diemczenko                                              | Armin Zöggeler                                                 | David Möller                                                   |
| Klasyfikacja końcowa | Klasyfikacja końcowa | Klasyfikacja końcowa | Klasyfikacja końcowa                                           | Armin Zöggeler                                                 | David Möller                                                   | Albert Diemczenko                                              |

### Klasyfikacja końcowa
| lp. | zawodnik          | kraj              | punkty |
| --- | ----------------- | ----------------- | ------ |
| 1.  | Armin Zöggeler    | Włochy            | 725    |
| 2.  | David Möller      | Niemcy            | 655    |
| 3.  | Albert Diemczenko | Rosja             | 454    |
| 4.  | Jan Eichhorn      | Niemcy            | 443    |
| 5.  | Daniel Pfister    | Austria           | 432    |
| 6.  | Felix Loch        | Niemcy            | 297    |
| 7.  | Martin Abentung   | Austria           | 288    |
| 8.  | Andi Langenhan    | Niemcy            | 282    |
| 9.  | Stefan Höhener    | Szwajcaria        | 276    |
| 10. | Tony Benshoof     | Stany Zjednoczone | 275    |

## Puchar Świata w saneczkarstwie dwójek
| Lp.                  | Data                 | Miejscowość          | Tor                                                            | 1 miejsce                                                      | 2 miejsce                                                      | 3 miejsce                                                      |
| -------------------- | -------------------- | -------------------- | -------------------------------------------------------------- | -------------------------------------------------------------- | -------------------------------------------------------------- | -------------------------------------------------------------- |
| 1.                   | 17 listopada 2007    | Lake Placid          | Saneczkowy tor w Lake Placid                                   | Andreas Linger Wolfgang Linger                                 | Patric Leitner Alexander Resch                                 | Gerhard Plankensteiner Oswald Haselrieder                      |
| 2.                   | 25 listopada 2007    | Calgary              | Saneczkowy tor w Calgary                                       | Patric Leitner Alexander Resch                                 | Christian Oberstolz Patrick Gruber                             | André Florschütz Torsten Wustlich                              |
| 3.                   | 9 grudnia 2007       | Winterberg           | Saneczkowy tor w Winterbergu                                   | Christian Oberstolz Patrick Gruber                             | Markus Schiegl Tobias Schiegl                                  | Patric Leitner Alexander Resch                                 |
| 4.                   | 16 grudnia 2007      | Innsbruck            | Saneczkowy tor w Innsbrucku                                    | Patric Leitner Alexander Resch                                 | Christian Oberstolz Patrick Gruber                             | André Florschütz Torsten Wustlich                              |
| 5.                   | 5 stycznia 2008      | Königssee            | Saneczkowy tor w Königssee                                     | Patric Leitner Alexander Resch                                 | Tobias Wendl Tobias Arlt                                       | Christian Oberstolz Patrick Gruber                             |
| ME                   |                      | Cesana               | 12 - 13 stycznia 2008 Mistrzostwa Europy w Saneczkarstwie 2008 | 12 - 13 stycznia 2008 Mistrzostwa Europy w Saneczkarstwie 2008 | 12 - 13 stycznia 2008 Mistrzostwa Europy w Saneczkarstwie 2008 | 12 - 13 stycznia 2008 Mistrzostwa Europy w Saneczkarstwie 2008 |
| MŚ                   |                      | Oberhof              | 25 - 27 stycznia 2008 Mistrzostwa Świata w Saneczkarstwie 2008 | 25 - 27 stycznia 2008 Mistrzostwa Świata w Saneczkarstwie 2008 | 25 - 27 stycznia 2008 Mistrzostwa Świata w Saneczkarstwie 2008 | 25 - 27 stycznia 2008 Mistrzostwa Świata w Saneczkarstwie 2008 |
| 6.                   | 3 lutego 2008        | Altenberg            | Saneczkowy tor w Altenbergu                                    | Patric Leitner Alexander Resch                                 | Andreas Linger Wolfgang Linger                                 | Tobias Wendl Tobias Arlt                                       |
| 7.                   | 16 lutego 2008       | Sigulda              | Saneczkowy tor w Siguldzie                                     | André Florschütz Torsten Wustlich                              | Christian Oberstolz Patrick Gruber                             | Andreas Linger Wolfgang Linger                                 |
| 8.                   | 17 lutego 2008       | Sigulda              | Saneczkowy tor w Siguldzie                                     | Christian Oberstolz Patrick Gruber                             | Andreas Linger Wolfgang Linger                                 | André Florschütz Torsten Wustlich                              |
| Klasyfikacja końcowa | Klasyfikacja końcowa | Klasyfikacja końcowa | Klasyfikacja końcowa                                           | Patric Leitner Alexander Resch                                 | Christian Oberstolz Patrick Gruber                             | Andreas Linger Wolfgang Linger                                 |

### Klasyfikacja końcowa
| lp. | zawodnicy                                 | kraj    | punkty |
| --- | ----------------------------------------- | ------- | ------ |
| 1.  | Patric Leitner Alexander Resch            | Niemcy  | 655    |
| 2.  | Christian Oberstolz Patrick Gruber        | Włochy  | 535    |
| 3.  | Andreas Linger Wolfgang Linger            | Austria | 528    |
| 4.  | André Florschütz Torsten Wustlich         | Niemcy  | 526    |
| 5.  | Tobias Wendl Tobias Arlt                  | Niemcy  | 470    |
| 6.  | Gerhard Plankensteiner Oswald Haselrieder | Włochy  | 424    |

## Puchar Świata w saneczkarstwie - drużynowo
| Lp.                  | Data                 | Miejscowość          | Tor                                                            | 1 miejsce                                                      | 2 miejsce                                                      | 3 miejsce                                                      |
| -------------------- | -------------------- | -------------------- | -------------------------------------------------------------- | -------------------------------------------------------------- | -------------------------------------------------------------- | -------------------------------------------------------------- |
| 1.                   | 17 listopada 2007    | Lake Placid          | Saneczkowy tor w Lake Placid                                   | USA                                                            | Austria                                                        | Niemcy                                                         |
| 2.                   | 9 grudnia 2007       | Winterberg           | Saneczkowy tor w Winterbergu                                   | Austria                                                        | Niemcy                                                         | Łotwa                                                          |
| 3.                   | 6 stycznia 2008      | Königssee            | Saneczkowy tor w Königssee                                     | Niemcy                                                         | Kanada                                                         | USA                                                            |
| ME                   |                      | Cesana               | 12 - 13 stycznia 2008 Mistrzostwa Europy w Saneczkarstwie 2008 | 12 - 13 stycznia 2008 Mistrzostwa Europy w Saneczkarstwie 2008 | 12 - 13 stycznia 2008 Mistrzostwa Europy w Saneczkarstwie 2008 | 12 - 13 stycznia 2008 Mistrzostwa Europy w Saneczkarstwie 2008 |
| MŚ                   |                      | Oberhof              | 25 - 27 stycznia 2008 Mistrzostwa Świata w Saneczkarstwie 2008 | 25 - 27 stycznia 2008 Mistrzostwa Świata w Saneczkarstwie 2008 | 25 - 27 stycznia 2008 Mistrzostwa Świata w Saneczkarstwie 2008 | 25 - 27 stycznia 2008 Mistrzostwa Świata w Saneczkarstwie 2008 |
| 4.                   | 17 lutego 2008       | Sigulda              | Saneczkowy tor w Siguldzie                                     | Niemcy                                                         | Austria                                                        | Łotwa                                                          |
| Klasyfikacja końcowa | Klasyfikacja końcowa | Klasyfikacja końcowa | Klasyfikacja końcowa                                           | Niemcy                                                         | USA                                                            | Austria                                                        |

### Klasyfikacja końcowa
| lp. | kraj              | punkty |
| --- | ----------------- | ------ |
| 1.  | Niemcy            | 355    |
| 2.  | Stany Zjednoczone | 280    |
| 3.  | Austria           | 270    |
| 4.  | Łotwa             | 237    |
| 5.  | Rosja             | 235    |
| 6.  | Kanada            | 185    |
| 7.  | Słowacja          | 181    |
| 8.  | Rumunia           | 160    |
| 9.  | Polska            | 124    |
| 10. | Włochy            | 110    |